# Miacis
Genre
Miacis est un genre fossile de petits carnivores ou de Carnivoraformes de la famille éteinte et controversée des Miacidae. Miacis vivait  en Amérique du Nord au début de l'Éocène moyen, il y a environ 50 à 46 millions d'années, et était probablement un petit prédateur omnivore.

## Historique
Le genre Miacis a été décrit en 1872 par le paléontologue américain Edward Drinker Cope sur la base d'un fossile trouvé aux États-Unis. Une vingtaine d'espèces ont été attribuées au genre au fil du temps, mais qui ne présentaient pas de synapomorphies valides et n'avaient pour point commun que d'être des formes archaïques de carnivores.

## Description
Miacis est de petite taille, avec une longueur d'environ 30 cm. Il possède 44 dents. Avec ses 5 griffes rétractiles, Miacis était agile pour grimper dans les arbres et chasser de petits mammifères ou des oiseaux, ou attraper des œufs ou des fruits.

## Classification
Les carnivores les plus anciens tendent désormais à être classés comme des Carnivoramorpha (en) ou des Carnivoraformes, réservant l'ordre des carnivores au sens strict aux groupes plus dérivés.
La famille des Miacidae est en pleine redéfinition, son périmètre initial ayant été reconnu comme polyphylétique.

## Liste des espèces
- † Miacis parvivorus Cope, 1872 (espèce type)

De nombreuses espèces autrefois classées dans le genre Miacis ont été réattribuées à de nouveaux genres.

## Description
Miacis avait cinq griffes, faisait environ la taille d'une belette (~30 cm) et vivait sur le continent nord-américain. Il a conservé certaines caractéristiques primitives telles qu'un crâne bas, un corps long et mince, une longue queue et des pattes courtes. Miacis conservait encore les dents typiques des premiers placentaires, soit 44 dents, bien que des réductions de ce nombre semblaient déjà en cours, certaines dents ayant diminué de taille.

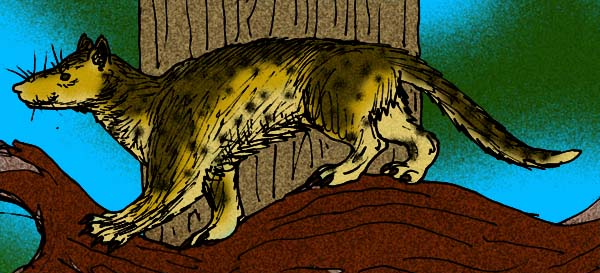
Illustration de Miacis

Les membre postérieurs étaient plus longs que les membre antérieurs, et le bassin présentait une forme et une structure semblables à celles d’un chien. Certaines caractéristiques spécialisées étaient également observées au niveau des vertèbres. L’animal possédait des griffes rétractiles, des articulations agiles favorisant la grimpe, ainsi qu’une vision binoculaire, utile pour évaluer les distances en environnement arboricole. Les Miacis et les formes apparentées avaient des cerveaux relativement plus grands que ceux des créodontes, et la taille plus grande du cerveau par rapport à la taille du corps reflète probablement une augmentation de l'intelligence.[réf. nécessaire]
Comme beaucoup d’autres Carnivoramorphes primitifs, il était bien adapté à un mode de vie arboricole, avec des griffes aussi acérées que des aiguilles, ainsi que des membres et des articulations ressemblant à ceux des carnivores modernes. Miacis était probablement un habitant très agile des forêts, qui chassait de plus petits animaux, tels que de petits mammifères, des reptiles et des oiseaux. Il pouvait également se nourrir d’œufs et de fruits.